# Psyco
Psyco ist ein JIT-Compiler für die Programmiersprache Python. Während er bei I/O-lastigen Programmen kaum Vorteile bringt, kann er die Ausführung von Programmen, die vor allem die CPU sehr stark beanspruchen, um das 2- bis 100-fache beschleunigen, typischerweise aber nur 4-fach so schnell mit unmodifiziertem Interpreter und Quellcode.
Momentan ist Psyco für Intel-basierte Prozessoren (nur x86) für Windows, Mac OS X, Linux und BSD-Derivate verfügbar, der Funktionsumfang ist vollständig. Seit 2007 wird das Projekt nicht mehr weiterentwickelt, seit 2012 wird es nicht mehr gepflegt. Ein Nachfolgeprojekt mit größerem Umfang ist PyPy, dessen Verwendung die Entwickler nun empfehlen.